# Luis Gil
Luis Miguel Gil (Garden Grove, 14 november 1993) is een Amerikaans voetballer die doorgaans speelt als middenvelder. In januari 2024 verruilde hij Union Omaha voor Spokane Velocity. Gil maakte in 2014 zijn debuut in het voetbalelftal van de Verenigde Staten.

## Clubcarrière
Gil werd op 23 februari 2010 opgenomen in de selectie van Real Salt Lake, ondanks interesse van Arsenal. In de tweede helft van 2010 werd hij op huurbasis gestald bij AC St. Louis, waarvoor hij negen wedstrijden speelde. Op 26 maart 2011 debuteerde de middenvelder in de Major League Soccer tijdens een 4–1 thuisoverwinning op Los Angeles Galaxy. Op 6 augustus maakte hij zijn eerste competitiedoelpunt, tegen New York Red Bulls.
Eind december 2015 maakte de middenvelder de overstap naar Querétaro. Anderhalf jaar later huurde Orlando City hem. Later werd hij geruild en kwam hij bij Colorado Rapids terecht. Begin 2018 keerde Gil terug naar Querétaro. In april van dat jaar werd hij voor de derde maal verhuurd door de Mexicaanse club; Houston Dynamo nam de middenvelder over voor het restant van het kalenderjaar.
Na deze verhuurperiode liet Gil ook Querétaro achter zich. Tussen 2019 en 2021 verbleef hij in Tsjechië, bij achtereenvolgens FK Viktoria Žižkov en FC MAS Táborsko. In maart 2022 tekende Gil bij Valley United en vier maanden later bij Union Omaha. Gil verkaste in januari 2024 naar Spokane Velocity.

## Interlandcarrière
Gil maakte zijn debuut in het voetbalelftal van de Verenigde Staten op 1 februari 2014. Op die dag werd een vriendschappelijke wedstrijd tegen Zuid-Korea met 2–0 gewonnen. De middenvelder mocht van bondscoach Jürgen Klinsmann in de tweede helft invallen voor Brad Davis.
| Interlands van Luis Gil voor de Verenigde Staten | Interlands van Luis Gil voor de Verenigde Staten | Interlands van Luis Gil voor de Verenigde Staten | Interlands van Luis Gil voor de Verenigde Staten | Interlands van Luis Gil voor de Verenigde Staten | Interlands van Luis Gil voor de Verenigde Staten |
| №                                                | Datum                                            | Wedstrijd                                        | Uitslag                                          | Competitie                                       | Goals                                            |
| Als speler bij Real Salt Lake                    | Als speler bij Real Salt Lake                    | Als speler bij Real Salt Lake                    | Als speler bij Real Salt Lake                    | Als speler bij Real Salt Lake                    | Als speler bij Real Salt Lake                    |
| ------------------------------------------------ | ------------------------------------------------ | ------------------------------------------------ | ------------------------------------------------ | ------------------------------------------------ | ------------------------------------------------ |
| 1                                                | 1 februari 2014                                  | Verenigde Staten – Zuid-Korea                    | 2 – 0                                            | Vriendschappelijk                                |                                                  |
| 2                                                | 8 februari 2015                                  | Verenigde Staten – Panama                        | 2 – 0                                            | Vriendschappelijk                                |                                                  |

Bijgewerkt op 11 december 2024.